# Liste des matchs de l'équipe de Guam de football par adversaire
Cette liste présente les matchs de l'équipe de Guam de football par adversaire rencontré.
- Haut – A
- B
- C
- D
- E
- F
- G
- H
- I
- J
- K
- L
- M
- N
- O
- P
- Q
- R
- S
- T
- U
- V
- W
- X
- Y
- Z

## B

### Bangladesh

#### Confrontations
Confrontations entre le Bangladesh et Guam en matchs officiels :
| Date         | Lieu              | Match             | Score | Compétition                                      |
| 3 avril 2006 | Dacca, Bangladesh | Bangladesh - Guam | 3-0   | AFC Challenge Cup 2006 (premier tour - groupe C) |

#### Bilan
| Rang | Équipe     | Pts | J | G | N | P | Bp | Bc | Diff |
| ---- | ---------- | --- | - | - | - | - | -- | -- | ---- |
| 1    | Bangladesh | 3   | 1 | 1 | 0 | 0 | 3  | 0  | +3   |
| 2    | Guam       | 0   | 1 | 0 | 0 | 1 | 0  | 3  | -3   |

### Bhoutan

#### Confrontations
Confrontations entre Guam et le Bhoutan :
|   | Date          | Lieu     | Match          | Score | Compétition                                                  |
| - | ------------- | -------- | -------------- | ----- | ------------------------------------------------------------ |
| 1 | 23 avril 2003 | Thimphou | Bhoutan - Guam | 6-0   | Tour préliminaire à la Coupe d'Asie des nations 2004 (gr. F) |
| 2 | 6 juin 2019   | Thimphou | Bhoutan - Guam | 1-0   | Éliminatoires de la Coupe d'Asie des nations 2023 (1er tour) |
| 3 | 11 juin 2019  | Dededo   | Guam - Bhoutan | 5-0   | Éliminatoires de la Coupe d'Asie des nations 2023 (1er tour) |

#### Bilan
Au 16 juin 2019 :
- Total de matchs disputés : 3
- Victoires de Guam : 1
- Match nul : 0
- Victoires du Bhoutan : 2
- Total de buts marqués par Guam : 5
- Total de buts marqués par le Bhoutan : 7

### Birmanie

#### Confrontations
Confrontations entre la Birmanie et Guam en matchs officiels :
| Date        | Lieu              | Match           | Score | Compétition                                             |
| 2 mars 2013 | Rangoun, Birmanie | Birmanie - Guam | 5-0   | Qualifications pour l'AFC Challenge Cup 2014 (groupe A) |

#### Bilan
| Rang | Équipe   | Pts | J | G | N | P | Bp | Bc | Diff |
| ---- | -------- | --- | - | - | - | - | -- | -- | ---- |
| 1    | Birmanie | 3   | 1 | 1 | 0 | 0 | 5  | 0  | +5   |
| 2    | Guam     | 0   | 1 | 0 | 0 | 1 | 0  | 5  | -5   |

## C

### Cambodge

#### Confrontations
Confrontations entre le Cambodge et Guam en matchs officiels :
| Date             | Lieu                 | Match           | Score | Compétition                       |
| 5 avril 2006     | Dacca, Bangladesh    | Cambodge - Guam | 3-0   | AFC Challenge Cup 2006 (groupe C) |
| 19 novembre 2013 | Phnom Penh, Cambodge | Cambodge - Guam | 0-2   | Match amical                      |

#### Bilan
| Rang | Équipe   | Pts | J | G | N | P | Bp | Bc | Diff |
| ---- | -------- | --- | - | - | - | - | -- | -- | ---- |
| 1    | Cambodge | 3   | 2 | 1 | 0 | 1 | 3  | 2  | +1   |
| 2    | Guam     | 3   | 2 | 1 | 0 | 1 | 2  | 3  | -1   |

## I

### Inde

#### Confrontations
Confrontations entre l'Inde et Guam en matchs officiels :
| Date             | Lieu              | Match       | Score | Compétition                                                    |
| 4 mars 2013      | Rangoun, Birmanie | Guam - Inde | 0-4   | Qualifications de l'AFC Challenge Cup 2014 (groupe A)          |
| 16 juin 2015     | Hagåtña, Guam     | Guam - Inde | 2-1   | Qualifications pour la Coupe du Monde 2018 (2e tour, groupe D) |
| 12 novembre 2015 | Bangalore, Inde   | Inde - Guam | 1-0   | Qualifications pour la Coupe du Monde 2018 (2e tour, groupe D) |

#### Bilan
| Rang | Équipe | Pts | J | G | N | P | Bp | Bc | Diff |
| ---- | ------ | --- | - | - | - | - | -- | -- | ---- |
| 1    | Inde   | 6   | 2 | 2 | 0 | 1 | 6  | 2  | +4   |
| 2    | Guam   | 3   | 2 | 1 | 0 | 2 | 2  | 6  | -4   |

### Iran

#### Confrontations
Confrontations entre l'Iran et Guam en matchs officiels :
| Date             | Lieu         | Match       | Score | Compétition                                                    |
| 24 novembre 2000 | Tabriz, Iran | Iran - Guam | 19-0  | Qualification pour la Coupe du monde 2002 (groupe 2)           |
| 3 septembre 2015 | Karaj, Iran  | Iran - Guam | 6-0   | Qualifications pour la Coupe du Monde 2018 (2e tour, groupe D) |
| 17 novembre 2015 | Dededo, Guam | Guam - Iran | 0-6   | Qualifications pour la Coupe du Monde 2018 (2e tour, groupe D) |

#### Bilan
| Rang | Équipe | Pts | J | G | N | P | Bp | Bc | Diff |
| ---- | ------ | --- | - | - | - | - | -- | -- | ---- |
| 1    | Iran   | 9   | 3 | 3 | 0 | 0 | 31 | 0  | +31  |
| 2    | Guam   | 0   | 3 | 0 | 0 | 3 | 0  | 31 | -31  |

## L

### Laos
Confrontations entre Guam et le Laos :
| Date             | Lieu      | Match       | Score | Compétition |
| 16 novembre 2013 | Vientiane | Laos - Guam | 1-1   | Amical      |

#### Bilan
| Rang | Équipe | Pts | J | G | N | P | Bp | Bc | Diff |
| ---- | ------ | --- | - | - | - | - | -- | -- | ---- |
| 1    | Laos   | 1   | 1 | 0 | 1 | 0 | 1  | 1  | 0    |
| 2    | Guam   | 1   | 1 | 0 | 1 | 0 | 1  | 1  | 0    |

## M

### Macao

#### Confrontations
Confrontations entre Macao et Guam en matchs officiels :
|   | Date              | Lieu        | Match        | Score | Compétition                                    |
| - | ----------------- | ----------- | ------------ | ----- | ---------------------------------------------- |
| 1 | 26 février 2003   | Hong Kong   | Macao - Guam | 2-0   | Coupe d'Asie de l'Est 2003 (tour préliminaire) |
| 2 | 15 mars 2009      | Yona        | Guam - Macao | 2-2   | Coupe d'Asie de l'Est 2010 (1er tour)          |
| 3 | 29 septembre 2012 | Bacolod     | Macao - Guam | 0-3   | Coupe de la Paix des Philippines 2012 (en)     |
| 4 | 22 juillet 2012   | Yona        | Guam - Macao | 3-0   | Coupe d'Asie de l'Est 2013 (1er tour)          |
| 5 | 21 juillet 2014   | Tamuning    | Guam - Macao | 0-0   | Coupe d'Asie de l'Est 2015 (1er tour)          |
| 6 | 4 septembre 2018  | Oulan-Bator | Macao - Guam | 2-0   | Coupe d'Asie de l'Est 2019 (1er tour)          |

#### Bilan
Au 9 avril 2019 :
- Total de matchs disputés : 6
- Victoires de Macao : 2
- Matchs nuls : 2
- Victoires de Guam : 2
- Total de buts marqués par Macao : 6
- Total de buts marqués par Guam : 8

### Maldives

#### Confrontations
Confrontations entre les Maldives et Guam :
|   | Date             | Lieu   | Match           | Score | Compétition                                                         |
| - | ---------------- | ------ | --------------- | ----- | ------------------------------------------------------------------- |
| 1 | 5 septembre 2019 | Dededo | Guam - Maldives | 0-1   | Éliminatoires de la Coupe d'Asie des nations 2023 (2e tour - gr. A) |
| 2 | 19 novembre 2019 | Malé   | Maldives - Guam | 3-1   | Éliminatoires de la Coupe d'Asie des nations 2023 (2e tour - gr. A) |

#### Bilan
Au 22 novembre 2019 :
- Total de matchs disputés : 2
- Victoires des Maldives : 2
- Matchs nuls : 0
- Victoires de Guam : 0
- Total de buts marqués par les Maldives : 4
- Total de buts marqués par Guam : 1

## P

### Pakistan

#### Confrontations
Confrontations entre le Pakistan et Guam en matchs officiels :
| Date         | Lieu                   | Match           | Score | Compétition                                  |
| 6 avril 2008 | Taipei, Taipei chinois | Pakistan - Guam | 9-2   | Qualification pour l'AFC Cup 2008 (groupe A) |

#### Bilan
| Rang | Équipe   | Pts | J | G | N | P | Bp | Bc | Diff |
| ---- | -------- | --- | - | - | - | - | -- | -- | ---- |
| 1    | Pakistan | 3   | 1 | 1 | 0 | 0 | 9  | 2  | +7   |
| 2    | Guam     | 0   | 1 | 0 | 0 | 1 | 2  | 9  | -7   |

### Palestine

#### Confrontations
Confrontations entre la Palestine et Guam en matchs officiels :
| Date           | Lieu              | Match            | Score | Compétition                       |
| 1er avril 2006 | Dacca, Bangladesh | Palestine - Guam | 11-0  | AFC Challenge Cup 2006 (groupe C) |

#### Bilan
| Rang | Équipe    | Pts | J | G | N | P | Bp | Bc | Diff |
| ---- | --------- | --- | - | - | - | - | -- | -- | ---- |
| 1    | Palestine | 3   | 1 | 1 | 0 | 0 | 11 | 0  | +11  |
| 2    | Guam      | 0   | 1 | 0 | 0 | 1 | 0  | 11 | -11  |

## S

### Sri Lanka

#### Confrontations
Confrontations entre le Sri Lanka et Guam en matchs officiels :
| Date         | Lieu                   | Match            | Score | Compétition                                  |
| 2 avril 2008 | Taipei, Taipei chinois | Sri Lanka - Guam | 5-1   | Qualification pour l'AFC Cup 2008 (groupe A) |

#### Bilan
| Rang | Équipe    | Pts | J | G | N | P | Bp | Bc | Diff |
| ---- | --------- | --- | - | - | - | - | -- | -- | ---- |
| 1    | Sri Lanka | 3   | 1 | 1 | 0 | 0 | 5  | 1  | +4   |
| 2    | Guam      | 0   | 1 | 0 | 0 | 1 | 1  | 5  | -4   |

## T

### Tadjikistan

#### Confrontations
Confrontations entre le Tadjikistan et Guam en matchs officiels :
| Date             | Lieu         | Match              | Score | Compétition                                          |
| 26 novembre 2000 | Tabriz, Iran | Tadjikistan - Guam | 16-0  | Qualification pour la Coupe du monde 2002 (groupe 2) |

#### Bilan
| Rang | Équipe      | Pts | J | G | N | P | Bp | Bc | Diff |
| ---- | ----------- | --- | - | - | - | - | -- | -- | ---- |
| 1    | Tadjikistan | 3   | 1 | 1 | 0 | 0 | 16 | 0  | +16  |
| 2    | Guam        | 0   | 1 | 0 | 0 | 1 | 0  | 16 | -16  |

### Taipei chinois

#### Confrontations
Confrontations entre le Taipei chinois et Guam en matchs officiels :
| Date         | Lieu                        | Match                 | Score | Compétition                                        |
| 10 août 1996 | Hô-Chi-Minh-Ville, Viêt Nam | Guam - Taipei chinois | 2-9   | Qualification pour la Coupe d'Asie 1996 (groupe A) |

#### Bilan
| Rang | Équipe         | Pts | J | G | N | P | Bp | Bc | Diff |
| ---- | -------------- | --- | - | - | - | - | -- | -- | ---- |
| 1    | Taipei chinois | 3   | 1 | 1 | 0 | 0 | 9  | 2  | +7   |
| 2    | Guam           | 0   | 1 | 0 | 0 | 1 | 2  | 9  | -7   |